# Премія «Сезар» за найкращу жіночу роль
Премія «Сезар» за найкращу жіночу роль (фр. César de la meilleure actrice) вручається щорічно французькою Академією мистецтв та технологій кінематографа (фр. Académie des arts et techniques du cinéma), починаючи з першої церемонії 1976 року.

## Список лауреатів та номінантів
Лауреативиділені окремим кольором.

### 1976–1980
| Церемонія  | Фото лауреата                        | Актриса                                               | Фільм                                                | Роль                  |
| ---------- | ------------------------------------ | ----------------------------------------------------- | ---------------------------------------------------- | --------------------- |
| 1-а (1976) | [[Файл:\|170px]]                     | • Ромі Шнайдер                                        | «Головне — кохати»                                   | Надін Шевальє         |
| 1-а (1976) | [[Файл:\|170px]]                     | • Ізабель Аджані                                      | «Історія Аделі Г.» (L'Histoire d'Adèle H.)           | Адель Гюго            |
| 1-а (1976) | [[Файл:\|170px]]                     | • Катрін Денев                                        | «Дикун»                                              | Неллі Ратабу          |
| 1-а (1976) | [[Файл:\|170px]]                     | • Дельфін Сейріг                                      | «Пісня Індії» (India Song)                           | Анн-Марі Стреттер     |
| 2-а (1977) |                                      | • Анні Жирардо                                        | «Доктор Франсуаза Гайя» (Docteur Françoise Gailland) | доктор Франсуаза Гайя |
| 2-а (1977) | • Ізабель Аджані                     | «Бароко»                                              | Лаура                                                |                       |
| 2-а (1977) | • Міу-Міу                            | «Ф... як Фербенкс»                                    | Марі                                                 |                       |
| 2-а (1977) | • Ромі Шнайдер                       | «Жінка у вікні» (Une femme à sa fenêtre)              | Марго Санторіні                                      |                       |
| 3-а (1978) |                                      | • Симона Синьйоре                                     | «Все життя попереду»                                 | мадам Роза            |
| 3-а (1978) | • Бріжит Фоссі                       | «Діти з шафи» (Les Enfants du placard)                | Жульєт                                               |                       |
| 3-а (1978) | • Ізабель Юппер                      | «Мереживниця»                                         | Беатріс (Помм)                                       |                       |
| 3-а (1978) | • Міу-Міу                            | «Скажіть їй, що я її люблю»                           | Жюльєтт                                              |                       |
| 3-а (1978) | • Дельфін Сейріг                     | «Репетиція» (Repérages (film))                        | Жюлі                                                 |                       |
| 4-а (1979) | [[Файл:\|170px]]                     | • Ромі Шнайдер                                        | «Проста історія»                                     | Марі                  |
| 4-а (1979) | [[Файл:\|170px]]                     | • Анук Еме                                            | «Моя перша любов» (Mon premier amour (film, 1978))   | Jane Romain           |
| 4-а (1979) | [[Файл:\|170px]]                     | • Анні Жирардо                                        | «Ключ у дверях» (La Clé sur la porte)                | Марі Арно             |
| 4-а (1979) | [[Файл:\|170px]]                     | • Ізабель Юппер                                       | «Віолетта Нозьєр»                                    | Віолетта Нозьєр       |
| 5-а (1980) |                                      | • Міу-Міу                                             | «Виверт» (La Dérobade)                               | Марі                  |
| 5-а (1980) | • Настасія Кінські                   | «Тесс»                                                | Тесс Дарбіфільд                                      |                       |
| 5-а (1980) | • Домінік Лаффіте (Dominique Laffin) | «Жінка, яка плаче» (La Femme qui pleure (film, 1979)) | Домінік                                              |                       |
| 5-а (1980) | • Ромі Шнайдер                       | «Світло жінки» (фр. Clair de femme)                   | Лідія Товальски                                      |                       |

### 1981–1990
| Церемонія   | Фото лауреата                         | Актриса                                                 | Фільм                                       | Роль              |
| ----------- | ------------------------------------- | ------------------------------------------------------- | ------------------------------------------- | ----------------- |
| 6-а (1981)  |                                       | • Катрін Денев                                          | «Останнє метро»                             | Маріон Штайнер    |
| 6-а (1981)  | • Наталі Бай                          | «Тиждень відпустки»                                     | Лоренс Кюер                                 |                   |
| 6-а (1981)  | • Ніколь Гарсія                       | «Мій американський дядечко»                             | Жанін Гарньє                                |                   |
| 6-а (1981)  | • Ізабель Юппер                       | «Лулу»                                                  | Неллі                                       |                   |
| 7-а (1982)  |                                       | • Ізабель Аджані                                        | «Одержима»                                  | Ганна             |
| 7-а (1982)  | • Фанні Ардан                         | «Сусідка»                                               | Матильда Бошар                              |                   |
| 7-а (1982)  | • Катрін Денев                        | Готель «Америка»                                        | Елен                                        |                   |
| 7-а (1982)  | • Ізабель Юппер                       | «Бездоганна репутація»                                  | Роза                                        |                   |
| 8-а (1983)  |                                       | • Наталі Бай                                            | «Інформатор»                                | Ніколь Дане       |
| 8-а (1983)  | • Міу-Міу                             | «Жозефа» (Josepha)                                      | Жозефа Мане                                 |                   |
| 8-а (1983)  | • Ромі Шнайдер (посмертно)            | «Перехожа з Сан-Сусі»                                   | Ельза Вінер/Ліна Баумштейн                  |                   |
| 8-а (1983)  | • Симона Синьйоре                     | «Північна зірка» (L'Étoile du Nord (film, 1982))        | мадам Луїза Барон                           |                   |
| 9-а (1984)  |                                       | • Ізабель Аджані                                        | «Вбивче літо»                               | Еліан Вик (Ель)   |
| 9-а (1984)  | • Фанні Ардан                         | «Скоріше б неділя!»                                     | Барбара Бекер                               |                   |
| 9-а (1984)  | • Наталі Бай                          | «Я вийшла заміж за тінь» (J'ai épousé une ombre (film)) | Елен Жорж/Патрісія Мейран                   |                   |
| 9-а (1984)  | • Ніколь Гарсія                       | «Слова, щоб сказати» (Les Mots pour le dire (film))     | Марі                                        |                   |
| 9-а (1984)  | • Міу-Міу                             | «Кохання з першого погляду»                             | Мадлен                                      |                   |
| 10-а (1985) |                                       | • Сабіна Азема                                          | «Неділя за містом»                          | Ірен              |
| 10-а (1985) | • Джейн Біркін                        | «Піратка»                                               | Альма                                       |                   |
| 10-а (1985) | • Валері Капріськи (Valérie Kaprisky) | «Публічна жінка» (La Femme publique)                    | Етель                                       |                   |
| 10-а (1985) | • Хулія Мігенес (Julia Migenes)       | «Кармен» (Carmen (film, 1984))                          | Кармен                                      |                   |
| 10-а (1985) | • Паскаль Ож'є (Pascale Ogier)        | «Ночі повного місяця» (Les Nuits de la pleine lune)     | Луїза                                       |                   |
| 11-а (1986) |                                       | • Сандрін Боннер                                        | «Без даху, поза законом» (Sans toit ni loi) | Мона Бержерон     |
| 11-а (1986) | • Ізабель Аджані                      | «Підземка»                                              | Єлена                                       |                   |
| 11-а (1986) | • Жульєт Бінош                        | «Побачення» (Rendez-vous (film, 1985))                  | Ніна/Анн Ларьє                              |                   |
| 11-а (1986) | • Ніколь Гарсія                       | «Смерть у французькому саду»                            | Джулія Томстей                              |                   |
| 11-а (1986) | • Шарлотта Ремплінг                   | «Вмирають лише двічі» (On ne meurt que deux fois)       | Барбара Спарк                               |                   |
| 12-а (1987) |                                       | • Сабіна Азема                                          | «Мелодрама»                                 | Ромен Белькруа    |
| 12-а (1987) | • Жульєт Бінош                        | «Погана кров»                                           | Анна                                        |                   |
| 12-а (1987) | • Джейн Біркін                        | «Жінка мого життя» (La Femme de ma vie)                 | Лаура                                       |                   |
| 12-а (1987) | • Беатріс Даль (Béatrice Dalle)       | «Тридцять сім і два щоранку»                            | Бетті                                       |                   |
| 12-а (1987) | • Міу-Міу                             | «Вечірня сукня»                                         | Монік                                       |                   |
| 13-а (1988) |                                       | • Анемон                                                | «Гран Шманьов» (Le Grand Chemin)            | Марсель           |
| 13-а (1988) | • Сандрін Боннер                      | «Під сонцем Сатани»                                     | Жермена Малорті/Мушетта                     |                   |
| 13-а (1988) | • Катрін Денев                        | «Сентиментальний агент»                                 | Аманда Вебер                                |                   |
| 13-а (1988) | • Настасія Кінські                    | «Любовний недуга»                                       | Жюльєтт                                     |                   |
| 13-а (1988) | • Жанна Моро                          | «Той, що сподобився дива» (Le Miraculé)                 | Сабіна                                      |                   |
| 14-а (1989) |                                       | • Ізабель Аджані                                        | «Каміла Клодель»                            | Каміла Клодель    |
| 14-а (1989) | • Катрін Денев                        | «Дивне місце для зустрічі»                              | Франс                                       |                   |
| 14-а (1989) | • Шарлотта Генсбур                    | «Маленька злодійка» (La Petite Voleuse)                 | Жанін Кастано                               |                   |
| 14-а (1989) | • Ізабель Юппер                       | «Жіноча справа» (фр. Une affaire de femmes)             | Марі Латур                                  |                   |
| 14-а (1989) | • Міу-Міу                             | «Чтиця»                                                 | Констанс/Марі                               |                   |
| 15-а (1990) |                                       | • Кароль Буке                                           | «Занадто красива для тебе»                  | Флоранс Бартелемі |
| 15-а (1990) | • Сабіна Азема                        | «Життя та нічого більше»                                | Ірен де Курті                               |                   |
| 15-а (1990) | • Жозіан Баласко                      | «Занадто красива для тебе»                              | Колетт Шевассю                              |                   |
| 15-а (1990) | • Еммануель Беар                      | «Діти безладу» (Les Enfants du désordre)                | Марі                                        |                   |
| 15-а (1990) | • Сандрін Боннер                      | «Мосьє Ір»                                              | Аліс                                        |                   |

### 1991–2000
| Церемонія   | Фото лауреата                      | Актриса | Фільм                                                                 | Роль                       |
| ----------- | ---------------------------------- | --- | --------------------------------------------------------------------- | -------------------------- |
| 16-а (1991) |                                    | • Анн Парійо | «Її звали Нікіта»                                                     | Микита                     |
| 16-а (1991) | • Наталі Бай                       | «Вікенд на двох» (Un week-end sur deux)                                                                         | Камілла Вальмон                                                       |                            |
| 16-а (1991) | • Анн Броше (Anne Brochet)         | «Сірано де Бержерак»                                                                                            | Роксана                                                               |                            |
| 16-а (1991) | • Цілла Шелтон (Tsilla Chelton)    | «Тітонька Даніель» (Tatie Danielle)                                                                             | тітонька Даніель Бійяр                                                |                            |
| 16-а (1991) | • Міу-Міу                          | «Мілу у травні»                                                                                                 | Камілла                                                               |                            |
| 17-а (1992) |                                    | • Жанна Моро | «Стара дама, що входить в море» (La Vieille qui marchait dans la mer) | Леді М.                    |
| 17-а (1992) | • Еммануель Беар                   | «Чарівна пустунка»                                                                                              | МАріана                                                               |                            |
| 17-а (1992) | • Жульєт Бінош                     | «Коханці з Нового мосту»                                                                                        | Мішель Сталанс                                                        |                            |
| 17-а (1992) | • Анук Грінбер (Anouk Grinberg)    | «Спасибі, життя»                                                                                                | Жоель                                                                 |                            |
| 17-а (1992) | • Ірен Жакоб                       | «Подвійне життя Вероніки»                                                                                       | Вероніка/Веронік                                                      |                            |
| 18-а (1993) |                                    | • Катрін Денев                                                                                                  | «Індокитай»                                                           | Еліан Девро                |
| 18-а (1993) | • Анемон                           | «І маленький принц сказав» (Le Petit Prince a dit (film, 1992))                                                 | Мелані                                                                |                            |
| 18-а (1993) | • Еммануель Беар                   | «Крижане серце»                                                                                                 | Камілла                                                               |                            |
| 18-а (1993) | • Жульєт Бінош                     | «Збиток» | Ганна Бартон                                                          |                            |
| 18-а (1993) | • Каролін Селла (Caroline Cellier) | «Зебра» (Le Zèbre (film))                                                                                       | Камілла                                                               |                            |
| 19-а (1994) |                                    | • Жульєт Бінош                                                                                                  | «Три кольори: Синій»                                                  | Жулі Віньон (де Курсі)     |
| 19-а (1994) | • Сабіна Азема                     | «Палити/Не палити»                                                                                              | Силія Тісдель (і ще 4 ролі)                                           |                            |
| 19-а (1994) | • Жозіан Баласко                   | «Не всім пощастило з батьками-комуністами» (Tout le monde n'a pas eu la chance d'avoir des parents communistes) | Ірен                                                                  |                            |
| 19-а (1994) | • Катрін Денев                     | «Улюблена пора року»                                                                                            | Емілі                                                                 |                            |
| 19-а (1994) | • Анук Грінбер (Anouk Grinberg)    | «Раз, два, три... замри!»                                                                                       | Вікторина                                                             |                            |
| 19-а (1994) | • Міу-Міу                          | «Жерміналь» | Маеда                                                                 |                            |
| 20-а (1995) |                                    | • Ізабель Аджані                                                                                                | «Королева Марго»                                                      | Маргарита де Валуа (Марго) |
| 20-а (1995) | • Анемон                           | «Не така вже католичка» (Pas très catholique)                                                                   | Максим Шабрие                                                         |                            |
| 20-а (1995) | • Сандрін Боннер                   | «Жанна-Діва-Тюрми» (Jeanne la Pucelle (film))                                                                   | Жанна д'Арк                                                           |                            |
| 20-а (1995) | • Ізабель Юппер                    | «Розрив» (La Séparation (film, 1994))                                                                           | Ганна                                                                 |                            |
| 20-а (1995) | • Ірен Жакоб                       | «Три кольори: Червоний»                                                                                         | Валентина Дюссо                                                       |                            |
| 21-а (1996) |                                    | • Ізабель Юппер                                                                                                 | «Церемонія злочину» (La Cérémonie (film, 1995))                       | Жанна                      |
| 21-а (1996) | • Сабіна Азема                     | «Любов в лугах»                                                                                                 | Ніколь Бержеад                                                        |                            |
| 21-а (1996) | • Еммануель Беар                   | «Неллі та пан Арно»                                                                                             | Неллі                                                                 |                            |
| 21-а (1996) | • Жульєт Бінош                     | «Гусар на даху»                                                                                                 | маркіза Поліна де Теюс                                                |                            |
| 21-а (1996) | • Сандрін Боннер                   | «Церемонія злочину»                                                                                             | Софі                                                                  |                            |
| 22-а (1997) |                                    | • Фанні Ардан                                                                                                   | «Вечірній прикид» (Pédale douce)                                      | Евелін (Єва)               |
| 22-а (1997) | • Катрін Денев                     | «Злодії» | Марі Леблан                                                           |                            |
| 22-а (1997) | • Шарлотта Генсбур                 | «Любов плюс…» (Love, etc.)                                                                                      | Марі                                                                  |                            |
| 22-а (1997) | • Анук Грінбер (Anouk Grinberg)    | «Чоловік мого життя»                                                                                            | Марі Абарт                                                            |                            |
| 22-а (1997) | • Марі Трентіньян                  | «Крик шовку» (Le Cri de la soie)                                                                                | Марі Бенжамін                                                         |                            |
| 23-а (1998) |                                    | • Аріана Аскарід                                                                                                | «Маріус і Жанетт»                                                     | Жанетт                     |
| 23-а (1998) | • Сабіна Азема                     | «Відомі старі пісні»                                                                                            | Оділь Лаланд                                                          |                            |
| 23-а (1998) | • Марі Жиллен                      | «До бою» (Le Bossu (film, 1997))                                                                                | Орор де Невер                                                         |                            |
| 23-а (1998) | • Сандрін Кіберлен                 | «Сьоме небо» (Le Septième Ciel (film, 1997))                                                                    | Матильда                                                              |                            |
| 23-а (1998) | • Міу-Міу                          | «Сухе прибирання» (Nettoyage à sec (film))                                                                      | Ніколь Кюнстлер                                                       |                            |
| 24-а (1999) |                                    | • Елоді Буше | «Уявне життя ангелів»                                                 | Ізабель «Іза» Тости        |
| 24-а (1999) | • Катрін Денев                     | «Вандомська площа»                                                                                              | Аріана Малівер                                                        |                            |
| 24-а (1999) | • Ізабель Юппер                    | «Школа плоті» (L'É cole de la chair)                                                                            | Домінік                                                               |                            |
| 24-а (1999) | • Сандрін Кіберлен                 | «На продаж» (À vendre (film))                                                                                   | Франс Робер                                                           |                            |
| 24-а (1999) | • Марі Трентіньян                  | «… І не червоніє»                                                                                               | Жанна                                                                 |                            |
| 25-а (2000) |                                    | • Карін Віар | «Будь хоробрим!»                                                      | Емма                       |
| 25-а (2000) | • Наталі Бай                       | «Салон краси „Венера“»                                                                                          | Анжела Піана                                                          |                            |
| 25-а (2000) | • Сандрін Боннер                   | «Схід — Захід»                                                                                                  | Марі Головіна                                                         |                            |
| 25-а (2000) | • Катрін Фро                       | «Дилетантка» (La Dilettante)                                                                                    | П'єретт Дюмортье                                                      |                            |
| 25-а (2000) | • Ванесса Параді                   | «Дівчина на мосту»                                                                                              | Адель                                                                 |                            |

### 2001–2010
| Церемонія   | Фото лауреата         | Актриса                                                                 | Фільм                                                     | Роль                        |
| ----------- | --------------------- | ----------------------------------------------------------------------- | --------------------------------------------------------- | --------------------------- |
| 26-а (2001) |                       | • Домінік Блан                                                          | «Дублер» (Stand-by)                                       | Елен                        |
| 26-а (2001) | • Еммануель Беар      | «Сентиментальні долі»                                                   | Поліна Поммерель                                          |                             |
| 26-а (2001) | • Жульєт Бінош        | «Вдова з острова Сен-П'єр» (La Veuve de Saint-Pierre)                   | Паулін (мадам Ла)                                         |                             |
| 26-а (2001) | • Ізабель Юппер       | «Доньки короля» (Saint-Cyr (film))                                      | мадам де Ментенон                                         |                             |
| 26-а (2001) | • Мюріель Робін       | «У пошуках щастя» (Marie-Line)                                          | Марі-Лін                                                  |                             |
| 27-а (2002) |                       | • Еммануель Дево                                                        | «Читай по губах»                                          | Карла Бем                   |
| 27-а (2002) | • Катрін Фро          | «Хаос» (Chaos (film, 2001))                                             | Елен                                                      |                             |
| 27-а (2002) | • Ізабель Юппер       | «Піаністка»                                                             | Еріка Кохут                                               |                             |
| 27-а (2002) | • Шарлотта Ремплінг   | «Під піском»                                                            | Марі Дрійон                                               |                             |
| 27-а (2002) | • Одрі Тоту           | «Амелі»                                                                 | Амелі Пулен                                               |                             |
| 28-а (2003) |                       | • Ізабель Карре                                                         | «Згадувати про прекрасне» (Se souvenir des belles choses) | Клер Пуссен                 |
| 28-а (2003) | • Фанні Ардан         | «8 жінок»                                                               | П'єретт                                                   |                             |
| 28-а (2003) | • Аріана Аскарід      | «Марі-Жо й дві її любові» (Marie-Jo et ses deux amours)                 | Марі-Жо                                                   |                             |
| 28-а (2003) | • Жульєт Бінош        | «Історія кохання»                                                       | Роза                                                      |                             |
| 28-а (2003) | • Ізабель Юппер       | «8 жінок»                                                               | Огюстіна                                                  |                             |
| 29-а (2004) |                       | • Сільвія Тестю                                                         | «Страх і трепет»                                          | Амелі                       |
| 29-а (2004) | • Жозіан Баласко      | «Прокляття» (Cette femme-là)                                            | Мішель Варен                                              |                             |
| 29-а (2004) | • Наталі Бай          | «Почуття» (Les Sentiments)                                              | Кароль                                                    |                             |
| 29-а (2004) | • Ізабель Карре       | «Почуття» (Les Sentiments)                                              | Едіт                                                      |                             |
| 29-а (2004) | • Шарлотта Ремплінг   | «Басейн»                                                                | Сара Мортон                                               |                             |
| 30-а (2005) |                       | • Йоланда Моро                                                          | «Коли на морі приплив» (Quand la mer monte...)            | Ірен                        |
| 30-а (2005) | • Меггі Чун           | «Очищення» (Clean (film))                                               | Емілі Ванг                                                |                             |
| 30-а (2005) | • Еммануель Дево      | «Королі та королева»                                                    | Нора Котреля                                              |                             |
| 30-а (2005) | • Одрі Тоту           | «Тривалі заручини»                                                      | Матильда                                                  |                             |
| 30-а (2005) | • Карін Віар          | «Роль її життя» (Le Rôle de sa vie)                                     | Клер Роше                                                 |                             |
| 31-а (2006) |                       | • Наталі Бай                                                            | «Молодий лейтенант» (Le Petit Lieutenant)                 | Каролін Водьє               |
| 31-а (2006) | • Ізабель Карре       | «В його руках» (Entre ses mains)                                        | Клер Готьє                                                |                             |
| 31-а (2006) | • Анн Косіньї         | «Я тут не для того, щоб мене любили» (Je ne suis pas là pour être aimé) | Франсуаза                                                 |                             |
| 31-а (2006) | • Ізабель Юппер       | «Габріель»                                                              | Габріель Ервей                                            |                             |
| 31-а (2006) | • Валері Лемерсьє     | «Королівський палац!» (фр. Palais royal!)                               | принцеса Армель                                           |                             |
| 32-а (2007) |                       | • Марина Гендс                                                          | «Леді Чаттерлей»                                          | Констанція «Коні» Чаттерлей |
| 32-а (2007) | • Сесіль де Франс     | «Місця в партері» (Fauteuils d'orchestre)                               | Джессіка                                                  |                             |
| 32-а (2007) | • Сесіль де Франс     | «Коли я був співаком»                                                   | Маріон                                                    |                             |
| 32-а (2007) | • Катрін Фро          | «Асистентка»                                                            | Аріана Фушекур                                            |                             |
| 32-а (2007) | • Шарлотта Генсбур    | «Як одружитися і залишитися неодруженим»                                | Емма                                                      |                             |
| 33-а (2008) |                       | • Маріон Котіяр                                                         | «Життя в рожевому кольорі»                                | Едіт Піаф                   |
| 33-а (2008) | • Ізабель Карре       | «Ганна М.» (Anna M.)                                                    | Ганна М.                                                  |                             |
| 33-а (2008) | • Сесіль де Франс     | «Сімейна таємниця»                                                      | Таня Стірн/Grimbert                                       |                             |
| 33-а (2008) | • Марина Фоїс         | «Дорога» (Darling (film, 2007))                                         | Катрін/Софі/Сесіль Ніколь                                 |                             |
| 33-а (2008) | • Катрін Фро          | «Одетта Тулемонд»                                                       | Одетта Тулемонд                                           |                             |
| 34-а (2009) |                       | • Йоланда Моро                                                          | «Серафіна з Санліса»                                      | Серафіна Луї                |
| 34-а (2009) | • Катрін Фро          | «Злочини — це наш бізнес» (Le crime est notre affaire (film))           | Пруденс Бересфорд                                         |                             |
| 34-а (2009) | • Крістін Скотт Томас | «Я так давно тебе люблю»                                                | Жюльєтта Фантом                                           |                             |
| 34-а (2009) | • Тільда Свінтон      | «Джулія» (Julia (film, 2008))                                           | Джулія                                                    |                             |
| 34-а (2009) | • Сільвія Тестю       | «Саган» (Sagan (film))                                                  | Франсуаза Саган                                           |                             |
| 35-а (2010) |                       | • Ізабель Аджані                                                        | «Останній урок»                                           | Соня Бержерак               |
| 35-а (2010) | • Домінік Блан        | «Інша» (L'Autre (film, 2008))                                           | Анн-Марі                                                  |                             |
| 35-а (2010) | • Сандрін Кіберлен    | «Мадемуазель Шамбон» (Mademoiselle Chambon (film))                      | Вероніка Шамбон                                           |                             |
| 35-а (2010) | • Крістін Скотт Томас | «Потяг»                                                                 | Сюзанн                                                    |                             |
| 35-а (2010) | • Одрі Тоту           | «Коко до Шанель»                                                        | Габріель «Коко» Шанель                                    |                             |

### 2011–2020
| Церемонія   | Фото лауреата                      | Актриса                                                        | Фільм                       | Роль            |
| ----------- | ---------------------------------- | -------------------------------------------------------------- | --------------------------- | --------------- |
| 36-а (2011) |                                    | • Сара Форестьє                                                | «Імена людей»               | Байя Бенмахмуд  |
| 36-а (2011) | • Ізабель Карре                    | «Закохані невротики»                                           | Анжеліка Деланж             |                 |
| 36-а (2011) | • Катрін Денев                     | «Відчайдушна домогосподарка»                                   | Сюзанн Пюжоль               |                 |
| 36-а (2011) | • Шарлотта Генсбур                 | «Дерево»                                                       | Дон О'Нейл                  |                 |
| 36-а (2011) | • Крістін Скотт Томас              | «Її звати Сара» (Elle s'appelait Sarah (film))                 | Джулія Джермонд             |                 |
| 37-а (2012) |                                    | • Береніс Бежо                                                 | «Артист»                    | Пеппі Міллер    |
| 37-а (2012) | • Аріана Аскарід                   | «Сніги Кіліманджаро» (Les Neiges du Kilimandjaro (film, 2011)) | Марі-Клер                   |                 |
| 37-а (2012) | • Лейла Бехті                      | «Жіноче джерело» (La Source des femmes)                        | Лейла                       |                 |
| 37-а (2012) | • Валері Донзеллі                  | «Я оголошую війну»                                             | Джульєтта                   |                 |
| 37-а (2012) | • Марина Фоїс                      | «Паліція»                                                      | Ірис                        |                 |
| 37-а (2012) | • Марі Жиллен                      | «Всі наші бажання» (Toutes nos envies)                         | Клер Конті                  |                 |
| 37-а (2012) | • Карін Віар                       | «Паліція»                                                      | Надін                       |                 |
| 38-а (2013) |                                    | • Еммануель Ріва                                               | «Кохання»                   | Ганна           |
| 38-а (2013) | • Маріон Котіяр                    | «Іржа та кістка»                                               | Стефані                     |                 |
| 38-а (2013) | • Катрін Фро                       | «Палацові смаки» (Les Saveurs du palais)                       | Гортензія Лабора            |                 |
| 38-а (2013) | • Ноемі Львовскі                   | «Камілла роздвоюється»                                         | Камілла Вальян              |                 |
| 38-а (2013) | • Коріна Масьєро (Corinne Masiero) | «Луїза Віммер» (Louise Wimmer)                                 | Луїза Віммер                |                 |
| 38-а (2013) | • Леа Сейду                        | «Прощавай, моя королево»                                       | Сідоні Лаборд               |                 |
| 38-а (2013) | • Елен Венсан                      | «За кілька годин до весни» (Quelques heures de printemps)      | Іветта Еврар                |                 |
| 39-а (2014) |                                    | • Сандрін Кіберлен                                             | «9 місяців суворого режиму» | Аріана Фельдер  |
| 39-а (2014) | • Фанні Ардан                      | «Найкращі дні попереду» (Les Beaux Jours (film, 2013))         | Кароліна                    |                 |
| 39-а (2014) | • Береніс Бежо                     | «Минуле»                                                       | Марі Бріссон                |                 |
| 39-а (2014) | • Катрін Денев                     | «По сигарети»                                                  | Бетті                       |                 |
| 39-а (2014) | • Леа Сейду                        | «Життя Адель»                                                  | Емма                        |                 |
| 39-а (2014) | • Еммануель Сеньє                  | «Венера в хутрі»                                               | Ванда                       |                 |
| 39-а (2014) | • Сара Форестьє                    | «Сюзанна»                                                      | Сюзанн Меревськи            |                 |
| 40-а (2015) |                                    | • Адель Енель                                                  | «Винищувачі»                | Маделін Больє   |
| 40-а (2015) | • Жульєт Бінош                     | «Зільс-Марія»                                                  | Марія Ендерс                |                 |
| 40-а (2015) | • Карін Віар                       | «Сім'я Бельє»                                                  | Жіжі Бельє                  |                 |
| 40-а (2015) | • Емілі Дек'єнн                    | «Не в його стилі» (Pas son genre)                              | Дженніфер                   |                 |
| 40-а (2015) | • Катрін Денев                     | «Жінка на подвір'ї» (фр. Dans la cour)                         | Матильда                    |                 |
| 40-а (2015) | • Сандрін Кіберлен                 | «Обожнювана» (Elle l'adore)                                    | Мюрієль Байєн               |                 |
| 40-а (2015) | • Маріон Котіяр                    | «Два дні, одна ніч»                                            | Сандра                      |                 |
| 41-а (2016) |                                    | • Катрін Фро                                                   | «Маргарита»                 | Маргарита Дюмон |
| 41-а (2016) | • Любна Абідар                     | «Сильно кохана»                                                | Ноа                         |                 |
| 41-а (2016) | • Еммануель Берко                  | «Мій король»                                                   | Тоні                        |                 |
| 41-а (2016) | • Сесіль де Франс                  | «Тепла пора року»                                              | Дельфіна                    |                 |
| 41-а (2016) | • Катрін Денев                     | «Молода кров»                                                  | суддя Флоренс Блак          |                 |
| 41-а (2016) | • Ізабель Юппер                    | «Долина любові»                                                | Ізабель                     |                 |
| 41-а (2016) | • Соріа Зеруаль                    | «Фатіма»                                                       | Фатіма                      |                 |
| 42-а (2017) |                                    | Ізабель Юппер                                                  | «Вона»                      | Мішель Леблан   |
| 42-а (2017) | Вірджинія Ефіра                    | «У ліжку з Вікторією»                                          | Вікторія Спік               |                 |
| 42-а (2017) | Сідсе Бабетт Кнудсен               | «Донька Бреста»                                                | Ірен Фрашон                 |                 |
| 42-а (2017) | Маріон Котіяр                      | «Ілюзія кохання»                                               | Габріела Рабаскаль          |                 |
| 42-а (2017) | Соко                               | «Танцівниця»                                                   | Марія Луїза «Лої» Фуллер    |                 |
| 42-а (2017) | Марина Фоїс                        | «Бездоганна»                                                   | Констанс Беву               |                 |
| 42-а (2017) | Жудіт Шемла                        | «Життя»                                                        | Жанна ле Пертью де Во       |                 |
| 43-я (2018) |                                    | Жанна Балібар                                                  | «Барбара»                   | Барбара         |
| 43-я (2018) | Жульєт Бінош                       | «Нехай світить сонце»                                          | Ізабель                     |                 |
| 43-я (2018) | Карін Віар                         | «Заздрісниця»                                                  | Наталі Пешо                 |                 |
| 43-я (2018) | Шарлотта Генсбур                   | «Обіцянка на світанку»                                         | Міна Кацев                  |                 |
| 43-я (2018) | Еммануель Дево                     | «Номер перший»                                                 | Еммануель Блаше             |                 |
| 43-я (2018) | Дорія Тільє                        | «Він і Вона»                                                   | Сара Адельман               |                 |
| 43-я (2018) | Марина Фоїс                        | «Майстерня»                                                    | Олівія                      |                 |
| 44-а (2019) |                                    | Леа Дрюкер                                                     | «Опіка»                     | Міріам Бессон   |
| 44-а (2019) | Елоді Буше                         | «Опіканець»                                                    | Аліса Ланглуа               |                 |
| 44-а (2019) | Сесіль де Франс                    | «Мадемуазель де Жонк'єр»                                       | Мадам де ла Поммере         |                 |
| 44-а (2019) | Адель Енель                        | «Щось не так з тобою»                                          | Івонн                       |                 |
| 44-а (2019) | Вірджинія Ефіра                    | «Неможливе кохання»                                            | Рашель Стейнер              |                 |
| 44-а (2019) | Сандрін Кіберлен                   | «Опіканець»                                                    | Карін                       |                 |
| 44-а (2019) | Мелані Тьєррі                      | «Біль»                                                         | Маргеріт Дюрас              |                 |